# Ritual (Arca)
Ritual (stilizzato in Яitual) è un singolo della musicista venezuelana Arca, pubblicato il 9 dicembre 2022 come estratto dalla compilation Kick.

## Descrizione
Il testo del brano parla della sacralità e della ritualità del desiderio erotico, tra l’ossessione per la possessione e il senso di ineluttabilità e tormento interiore. L’invito è quello di agire ed entrare nell’esperienza.
La canzone è stata interamente prodotta e composta da Arca, ed è inclusa nella compilation Kick, che comprende tutti i brani da Kick I a Kick V insieme ad alcune bonus tracks.

## Video musicale
Il video musicale del brano, diretto da Albert Moya, è stato pubblicato il 24 aprile 2023 attraverso il canale YouTube di Arca.

## Tracce
Testi e musiche di Alejandra Ghersi.
1. Ritual – 4:26

## Formazione
Crediti tratti dall'edizione streaming del singolo.
- Alejandra Ghersi — autrice delle musiche, autrice dei testi, programmer, producer, mixing engineer;
- Enyang Urbiks — engineer.